# Vitali Churkin
Vitali Ivánovich Churkin (en ruso: Виталий Иванович Чуркин; Moscú, 21 de febrero de 1952-Nueva York, 20 de febrero de 2017) fue un político y diplomático ruso que sirvió como representante Permanente de Rusia ante las Naciones Unidas entre 2006 y 2017. Anteriormente fue embajador en Bélgica desde 1994 hasta 1998, y embajador en Canadá de 1998 a 2003.

## Biografía

### Primeros años
Churkin nació en Moscú en la Rusia Soviética. En 1963, a los 11 años, interpretó a Kolya Yemelyánov en la película de Lev Kulidzhánov, Sínyaya Tetrad, sobre Vladímir Lenin. En 1964, actuó en otra película, Nol tri, sobre paramédicos. En 1967, interpretó a un campesino, Fedka, en la película de Mark Donskói, Serdtse Máteri, sobre Lenin, y luego detuvo su carrera artística para concentrarse en los estudios del idioma inglés.

### Carrera diplomática
Se graduó en el Instituto Estatal de Relaciones Internacionales de Moscú en 1974, y desde entonces comenzó a trabajar allí en el departamento de traducciones. Recibió un doctorado en historia en la Academia Diplomática de la Unión Soviética en 1981. Durante los años 1980 fue segundo y luego primer secretario de la embajada soviética en Estados Unidos. Posteriormente fue director del Departamento del Ministerio de Relaciones Exteriores de la Unión Soviética y de la Federación de Rusia. También se desempeñó como vocero del Ministerio de Relaciones Exteriores ruso, y fue viceministro de Relaciones Exteriores entre 1992 y 1994.
Churkin fue embajador ruso en Bruselas desde 1994 hasta 1998 (desempeñándose también como representante ruso ante la OTAN y la Unión Europea Occidental), y embajador en Canadá de 1998 a 2003. Posteriormente se desempeñó como diplomático en el Ministerio de Asuntos Exteriores ruso entre 2003 y 2006.
También fue presidente de los Altos Funcionarios del Consejo Ártico. Hablaba con fluidez el ruso, mongol, francés e inglés.

### Accidente de Chernóbil
Churkin ganó cierta notoriedad en 1986 cuando, como segundo secretario a los 34 años de edad, fue seleccionado por el embajador Anatoli Dobrynin a testificar ante el Congreso de Estados Unidos sobre el accidente de Chernóbil. Esto fue reportado como la primera vez en la historia de un funcionario soviético testificó ante un comité de la Cámara de Representantes de Estados Unidos. Su elección se debió a su fluidez en el idioma inglés.

### Desempeño en Naciones Unidas

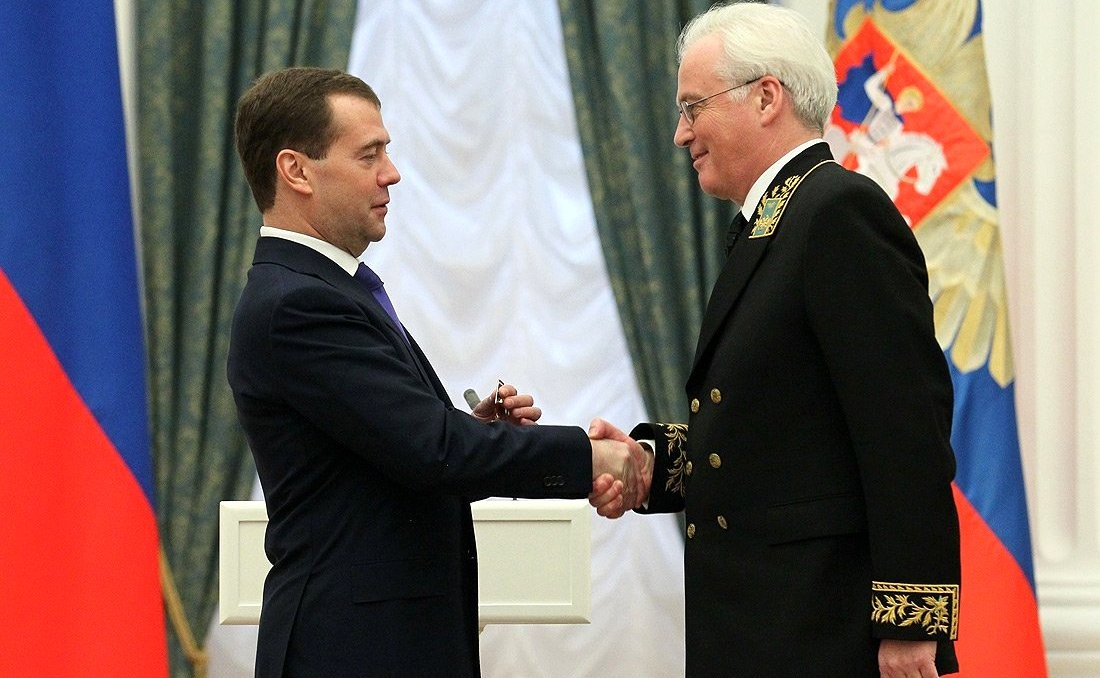
Churkin recibiendo la Orden al Mérito por la Patria en 2012.

Reemplazó a Andréi Denísov como representante Permanente ante las Naciones Unidas el 1 de mayo de 2006, cuando presentó sus cartas credenciales al Secretario General Kofi Annan. Durante sus años en el organismo, defendió la posición del gobierno ruso ante el Consejo de Seguridad de las Naciones Unidas, llegando a discusiones verbales con los representantes de las potencias occidentales. Ha utilizado el poder de veto en proyectos de resoluciones sobre Siria y Ucrania.
En febrero de 2012 fue galardonado con la Orden al Mérito por la Patria en IV Clase.

#### Georgia
En 2008, durante la guerra de Osetia del Sur, Churkin propuso un proyecto de resolución imponiendo un embargo de armas a Georgia. El borrador fue criticado por los Estados Unidos, que lo consideraron «una estratagema para desviar la atención del hecho de que Moscú todavía no había salido de dos regiones separatistas del territorio georgiano». Según Churkin, las verdaderas razones detrás de las objeciones eran que los Estados Unidos quisieron «modernizar las fuerzas armadas de Georgia y apoyar las aspiraciones de Tiflis de unirse a la alianza militar de la OTAN». El proyecto fue presentado oficialmente el 9 de septiembre de 2009, pero no se tomaron medidas al respecto.
En respuesta al conflicto en curso entre Georgia y las repúblicas separatistas de Abjasia y Osetia del Sur, Churkin dijo que el entonces presidente georgiano Mijeíl Saakashvili se debía registrar en una clínica psiquiátrica profesional cercana.

#### Crimea
En marzo de 2014, en medio de la tensión creciente por la anexión de Crimea y Sebastopol a Rusia, recibió un ataque por parte de la periodista de CNN, Christiane Amanpour, contra él y su hija, una periodista de Russia Today, Anastasia Chúrkina.
En febrero de 2017 el representante británico Matthew Rycroft y la representante estadounidense Nikki Haley, reiteraron acusaciones contra Rusia por la Guerra del Donbás. Debido a ello, Churkin hacia su homólogo británico le respondió:

Devuelvan las islas Malvinas, devuelvan Gibraltar, devuelvan la parte anexionada de Chipre, devuelvan el archipiélago de Chagos en el océano Índico, que convirtieron en una enorme base militar. Solo entonces su conciencia, tal vez, esté un poco más limpia y puedan empezar a juzgar otros temas.

#### Vuelo 17 de Malaysia Airlines
El 22 de junio de 2014 calificó las acusaciones de la participación de Rusia en el accidente del Boeing 777 como «falsas» diciendo que la grabación de audio de las comunicaciones de comando se mezclaron de varias conversaciones, incluyendo una antes de la caída. El 29 de julio de 2015 vetó un proyecto de resolución que buscaba establecer un tribunal penal internacional en el desastre aéreo en Ucrania.

#### Irán
El 25 de junio de 2014 comentó sobre la primera ronda de conversaciones sobre el programa nuclear iraní diciendo que las conversaciones entre las seis naciones de la Unión Europea e Irán tuvieron éxito. Las conversaciones fueron sostenidas por él y otros seis diplomáticos en Viena, Austria, en dos rondas realizadas en junio y julio de ese año.

#### Masacre de Srebrenica
En 2015, por el 20° aniversario de la Masacre de Srebrenica ocurrida durante la guerra de Bosnia, el Reino Unido patrocinó una resolución que condenaría el genocidio bosnio. Rusia fue el único país que se opuso a la resolución. Churkin emitió un veto en nombre de su país en el Consejo de Seguridad de la ONU el 8 de julio. Numerosos países condenaron el voto negativo. La representante estadounidense Samantha Power comparó a los negadores del genocidio en Srebrenica con los negadores del Holocausto. Amnistía Internacional también condenó el veto.

### Fallecimiento
Falleció ejerciendo sus funciones el 20 de febrero de 2017, un día antes de cumplir 65 años de edad. La causa inmediata fue la insuficiencia cardíaca, según el diplomático ruso Serguéi Ordzhonikidze. El Ministerio de Relaciones Exteriores de Rusia señaló que Churkin murió mientras trabajaba y expresó sus condolencias a la familia.
Al día siguiente la Oficina de Examinadores Médicos de la Ciudad de Nueva York publicó los resultados preliminares de una autopsia realizada, en la que afirmó que la causa de la muerte necesitaba más estudio, indicando la necesidad de pruebas toxicológicas. El mismo día Churkin fue galardonado póstumamente con la Orden de Coraje de Rusia y la Orden de la Bandera en Primera Clase de Serbia.